# One of You
「One of You」是韓國的男子組合U-KISS的第4張日語單曲。2012年9月5日由avex trax發售。

## 概要
- 「One of You」是U-KISS第四首原創日語单曲。
- 「Kiss Me Forever -一生 Japanese ver.-」是U-KISS第五張單曲「一生（For KISS Me）」的日語版本
- 「Forbidden Love -Live ver.-」是U-KISS第二張日語單曲「Forbidden Love」的Live版本。
- 此單曲有2個版本，分別有「初回生産限定盤」和「通常盤」，「初回生産限定盤」收錄了「One of You」的PV和Making。
- 在9月17日於公信榜单曲週排行榜取得第7位。

## 收錄内容

### CD
1. One of You
2. Kiss Me Forever -一生 Japanese ver.-
3. Forbidden Love -Live ver.-
4. One of You (Instrumental)
5. Kiss Me Forever -一生 Japanese ver.- (Instrumental)

### DVD（初回生産限定盤）
1. One of You（PV）
2. One of You（Making）